# Myrmecaelurus lobatus
Myrmecaelurus lobatus is een insect uit de familie van de mierenleeuwen (Myrmeleontidae), die tot de orde netvleugeligen (Neuroptera) behoort. 
Myrmecaelurus lobatus is voor het eerst wetenschappelijk beschreven door Navás in 1912.